# Бідайицький сільський округ (Аягозький район)
Бідайи́цький сільський округ (каз. Бидайық ауылдық округі, рос. Бидайыкский сельский округ) — адміністративна одиниця у складі Аягозького району Абайської області Казахстану. Адміністративний центр та єдиний населений пункт — село Бідайик.
Населення — 759 осіб (2021; 1053 у 2009, 1367 у 1999, 1729 у 1989).
Станом на 1989 рік існувала Бідайицька сільська рада (села Бідайик, Сатай, Шаграй) колишнього Чубартауського району. Села Сатай, Шаграй були ліквідовані 2017 року.

## Склад
До складу округу входять такі населені пункти:
| Населений пункт | Старі назви | Населення, осіб (1989) | Населення, осіб (1999) | Населення, осіб (2009) | Населення, осіб (2021) |
| --------------- | ----------- | ---------------------- | ---------------------- | ---------------------- | ---------------------- |
| Бідайик, село   | -           | 1168                   | 1367                   | 910                    | 759                    |
| Сатай, село     | -           | 302                    | -                      | 66                     | -                      |
| Шаграй, село    | -           | 259                    | -                      | 77                     | -                      |